# Annette Tucholke
Annette Tucholke (geboren 1959 in Berlin) ist eine deutsche Bildhauerin, Objektkünstlerin im öffentlichen Raum sowie Grafikerin.

## Leben und Wirken
Annette Tucholke wurde als Tochter der Grafikerin und Malerin Barbara Tucholke und des Grafikers Dieter Tucholke geboren. Auch die drei Jahre jüngere Schwester Julia Tucholke ist künstlerisch tätig. Ihr Urgroßvater Oskar Paul Hempel und ihr Großvater Werner Hempel waren beide als Bildhauer in Dresden tätig.
Nach Beendigung der Sportschule und des Leistungssports absolvierte Annette Tucholke ab 1978 eine Ausbildung zur Tischlerin und arbeitete anschließend bis 1983 in diesem Beruf.
1983 begann sie ein Designstudium an der Kunsthochschule Berlin-Weißensee, ein Jahr später wechselte sie in das Fach Bildhauerei, wo sie bei Baldur Schönfelder studierte. Ihr Diplom als Bildhauerin erhielt sie 1991. Im Anschluss absolvierte sie noch ein Jahr als Meisterschülerin bei Baldur Schönfelder.
Tucholkes Formenwelt lebt von Assoziationen und Analogien, ihre künstlerischen Arbeiten entstehen im Zusammenwirken von Tischlerei und Schlosserei, Anregungen findet sie in der Natur, die sich künstlerisch in einer eigenwilligen, fröhlichen Weltsicht ausdrückt. „Der Form- und Situationscharakter ist einerseits zugemessen und beliebig, andererseits sind Wirkungen, die zum Grotesken und Komischen oder auch zum Erhabenen, Sentimentalen ausschlagen, unwillkürlich.“
Tucholke ist Mutter von drei Kindern und mit dem Bildhauer Christian Bonnet verheiratet. Gemeinsam leben und arbeiten sie seit 1990 in der Uckermark im Biosphärenreservat Schorfheide direkt am UNESCO-Weltnaturerbe Buchenwald Grumsin, wo sie neben dem Atelier einen Ausstellungsraum betreiben.

## Ausstellungen (Auszug)
- 1991 IX. Bundeswettbewerb des Bundesministeriums für Bildung und Wissenschaft, Bonn
- 1992 Bildhauer der Uckermark, Schwedt/Oder
- 1993 Berliner Bildhauer I, Brecht-Haus Berlin
- 1994 Personalausstellung mit Christian Bonnet, Europäische Akademie Schloss Wartin
- 1994 Kollektivausstellung Cité Internationale des Arts, Paris
- 1995 Dreirad mit Sophie Natuschke und Christian Bonnet, Lübeck
- 1997 Großer Kreis, Künstler der Uckermark, Schwedt/Oder
- 1998 Kunstfelder, Alte Burgmühle, Brandenburg an der Havel
- 2000 Personalausstellung mit Christian Bonnet, Mathematische Fachbibliothek TU Berlin
- 2001 Bildhauerarbeiten auf Papier, Sparkasse Uckermark
- 2003 Dialoge, Kulturhaus Stargard, Polen
- 2004 Verspannt – gespannt – versponnen, zusammen mit Christian Bonnet und Christina Pohl, Galerie Bernau
- 2005 Köpfe II / Köpfe III, Galerie Bernau
- 2006 Personalausstellung mit Christian Bonnet, Städtisches Museum Eisenhüttenstadt
- 2008 Galerie G, Olomouc (Tschechien)

## Arbeiten im öffentlichen Raum
- 1984 Plastik Roland, Kreisverwaltung Uckermark, Prenzlau
- 1996 Plastik Eule, Haus der Naturpflege, Bad Freienwalde
- 1997 Brunnen, Werner-Forßmann-Krankenhaus, Eberswalde
- 2000 ohne Titel, Terrasse der Mehrzweckhalle Gymnasium, Templin
- 2000 Vögel, Stadtwirtschaft Eisenhüttenstadt
- 2003 Drei Wächter, Amtsgericht, Lübben (Spreewald)
- 2007/08 Stühle, Terrasse des Musikgymnasiums Carl Philipp Emanuel Bach, Berlin
- 2008: Windspiel, am Jezioro Miedwie in Morzyczyn, Polen

## Auszeichnungen
- 1991 Förderpreis für Bildende Kunst des Bundesministerium für Bildung und Wissenschaft
- 1996 Förderpreis der Deutsch-Brasilianischen Kulturellen Vereinigung, Studienaufenthalt in Brasilien
- 1999 Stipendiatin der Cité Internationale des Arts Paris, Ministerium für Wissenschaft, Forschung und Kultur, Potsdam
- 2004 Kunstpreis für Kunst im öffentlichen Raum für die Plastik Drei Wächterinnen, Verein Pro Brandenburg[7]

## Publikationen
- Annette Tucholke. Plastische Arbeiten (= Neunplus1, Band 9). Havel-Spree-Verlag, Berlin 2001, ISBN 978-3-9805163-9-6.